# Superliga Srbije
Superliga Srbije (serbisk: Суперлига Србије) eller Jelen SuperLiga er den bedste, serbiske fodboldrække for herrer. Der er 16 hold i ligaen, hvor der arbejdes med op- og nedrykning med Prva liga Serbien (Serbiens anden bedste fodboldrække). Ligaen blev til i sommeren 2005, og startede i 2006. 
De forsvarende mestre er FK Partizan. UEFA rangerer ligaen som nummer 25 ud af 53. Den var tidligere kendt som Meridian PrvaLiga/SuperLiga fra 2004 til sommer 2008. På det tidspunkt havde Montenegro og Serbien en fælles liga. Den blev kaldt Prva Liga. 
Ligaens officielle sponsor er Jelen pivo, hvilket har givet ligaen det officielle navn Jelen SuperLiga.